# غوتليب دايملر
غوتليب دايملر (بالألمانية: Gottlieb Daimler) (ولد في 17 مارس 1834 وتوفي في 6 مارس 1900 م) هو مهندس ألماني. يعتبر واحدا من الذين لعبوا دورًا أساسيا في تطوير محرك البنزين وفي اختراع وتطوير السيّارة.
وُلد دايملر في شورندروف. تدرّب على مهنة عمل البنادق ثمّ سافر لدراسة الهندسة الميكانيكية قبل أن يلتحق بالكلية التقنية في شتوتغارت. وفي باد كانشتات طوّر دايملر أول عجلة آلية في العالم في عام 1885 م وأول وسيلة نقل بأربعة عجلات في عام 1886 م.
كان صديقا مقربا من فيلهلم مايباخ الذي أسس مع ابنه كارل شركة مايباخ لصناعة الحركات.